# Artemas Ward
Artemas Ward (Shrewsbury, 26 novembre 1727 – Shrewsbury, 28 ottobre 1800) è stato un generale e politico statunitense.

## Biografia
Artemas Ward nasce a Shrewsbury nell'attuale Massachusetts nel 1727, all'età di 21 anni si diploma all'Harvard College e poco dopo inizia a rivestire diverse cariche all'interno della città natale. Dopo il matrimonio, avvenuto nel 1750, inizia la carriera militare e dopo pochi anni raggiunge il grado di colonnello combattendo nella Guerra dei sette anni. Quando nel 1765 viene applicato lo Stamp Act Ward manifesta le sue simpatie per le proteste dei coloni e per questo gli viene revocato il grado militare che aveva raggiunto.
Questo non gli aliena certo le simpatie popolari che lo votano più volte per eleggerlo nel Concilio e puntualmente la sua elezione viene rigettata dal Governatore della Provincia del New Jersey, solo al terzo tentativo, nel 1770 riesce a rivestire la carica per cui era stato votato. Quando nel 1774 la tensione con gli inglesi è ormai molto alta Ward è uno dei primi a paventare la necessità di una guerra per liberarsi dal giogo britannico e, coerente con le proprie idee, combatte nella battaglia di Lexington che dà il via alla rivoluzione.
In quanto uomo d'esperienza Ward riceve l'incarico di formare un esercito in grado di proteggere Boston, impresa che appariva non facile, gli uomini erano molti, ma impreparati e la celerità degli eventi non aveva dato tempo di preparare con cura armi ed approvvigionamenti, Ward riesce comunque nell'intento e tiene la città fino all'arrivo di George Washington nel luglio del 1775. Dopo aver assistito all'evacuazione di Boston, Ward è costretto a lasciare la vita militare a causa della propria salute, ma non lascia la vita pubblica; ricopre diverse cariche e, nel 1779, viene eletto come membro del Continental Board of War e dopo altre due rielezioni, nel 1782 è costretto a un'altra pausa per curare la propria salute malandata.
Tuttavia nove anni dopo viene eletto come membro della U.S. House of Representatives per il Massachusetts, carica che conserva fino al 1795. Da quell'anno in poi si ritira a vita privata, muore nel 1800 ed è sepolto accanto alla moglie nel cimitero della propria città natale.